# Rhododendron scopulum
Rhododendron scopulum är en ljungväxtart som först beskrevs av G.Z.Li, och fick sitt nu gällande namn av G.Z.Li. Rhododendron scopulum ingår i släktet rododendron, och familjen ljungväxter. Inga underarter finns listade i Catalogue of Life.